# Pararsia marmorea
Pararsia marmorea är en fjärilsart som beskrevs av Oswald Beltram Lower 1897. Pararsia marmorea ingår i släktet Pararsia och familjen praktmalar, Oecophoridae. Inga underarter finns listade i Catalogue of Life.